# Brandon Walsh
Brandon Walsh is een personage uit de televisieserie Beverly Hills, 90210, gespeeld door acteur Jason Priestley. Priestley speelde de rol van 1990 tot en met 1998. In de vierde aflevering van seizoen 9 speelde hij zijn laatste bijdrage, alhoewel hij  in de allerlaatste aflevering van de serie nog een gastverschijning maakte.

## Casting
Tijdens het samenstellen van de cast werd de rol van Brandon als laatste ingevuld. Het bleek moeilijk om voor deze rol een geschikte kandidaat te vinden. Vlak voor de opnames begonnen werd de 21-jarige Jason Priestly gevraagd, die op dat moment in de weinig succesvolle comedyserie Sister Kate speelde.
De rol leverde Priestley een zeer grote populariteit op, vooral bij tienermeisjes.

## Beschrijving
Het personage Brandon wordt in de serie neergezet als de ideale schoonzoon, met een aantrekkelijk uiterlijk en een moreel geweten. Hij werkt hard, is sportief en succesvol, en brengt stabiliteit en eenheid in zijn vriendengroep. Hoewel hij een toonbeeld is van typische mannelijkheid, streeft het personage juist naar gelijkheid in relaties, zonder de ander te overheersen. Hij is in staat zijn emoties te tonen en stelt zich monogaam en serieus op in zijn romantische relaties, in tegenstelling tot andere mannelijke personages in de serie.
Acteur Priestley gaf in 2017 wel aan dat het karakter van Brandon te veel een karikatuur was en dat er nog vele grijstinten bestaan tussen de nette Brandon en de stoere Dylan.
Voor Darren Star, de bedenker van de serie, stond het personage van Brandon vrij dicht bij hemzelf. Star was zelf ook verhuisd naar Californië, net als Brandon. Ook had Star een jongere zus met wie hij tegelijk de middelbare school doorliep, wat in de serie gebeurt met Brandon en zijn zus Brenda.

### Levensloop
Aan het begin van de serie was Brandon 16 jaar oud. Hij verhuisde met zijn ouders en tweelingzus van Minnesota naar Californië en moest als buitenstaander zijn weg zien te vinden op zijn nieuwe school West Beverly Hills High. Hij werd verliefd op Kelly, maar vond hierin een concurrent in de stoere Dylan. Uiteindelijk vertrok Brandon naar Washington om als journalist te gaan werken bij de New York Chronicle.

## Vertrek uit de serie
In het negende seizoen vertrok Priestley uit de serie. In 2014 gaf Priestley aan dat hij achteraf gezien spijt had van zijn vertrek. Hij was in 1998 van mening geweest dat hij klaar was met de rol van Brandon en er niets meer uit kon halen. Later begreep hij dat het de bedoeling was geweest om Brandon en het personage Kelly bij elkaar te brengen: deze ontwikkeling in de verhaallijn had Priestley achteraf gezien graag willen meemaken. Ook het feit dat het personage Brandon een belangrijke centrale rol speelde en zorgde voor een rustpunt in de serie, leverde Priestley later gevoelens op van spijt over zijn vertrek.